# Woldert
Woldert – miejscowość i gmina w zachodnich Niemczech, w kraju związkowym Nadrenia-Palatynat, w powiecie Neuwied, wchodzi w skład gminy związkowej Puderbach. Liczy 621 mieszkańców (2009). W skład gminy wchodzą osiedla: Woldert i Hilgert. Po raz pierwszy wzmiankowana w XIV i XV wieku. W gminie znajduje się gospodarstwo-muzeum, prezentujące życie codzienne w dawnych wiekach.